# منتخب تونس تحت 17 سنة لكرة القدم
منتخب تونس لكرة القدم تحت 17 سنة أو المنتخب التونسي لكرة القدم تحت 17 سنة (يلقب أيضاً: نسور قرطاج) هو ممثل تونس الرسمي في رياضة كرة القدم للفئة تحت 17 سنة، تشرف عليه الجامعة التونسية لكرة القدم. تأسست الجامعة التونسية لكرة القدم عام 1956، وانضمت إلى الاتحاد الدولي لكرة القدم في عام 1960.

## البطولات
- كأس الأمم الأفريقية تحت 17 سنة :
  - الثالث (1):  2013
- دورة اتحاد شمال أفريقيا تحت 17 سنة :
  -  البطل (4): 2008، 2009، 2012 ،2017
  -  الوصيف (6):  2006، 2007، 2010، 2015، 2016، 2021
  -  الثالث (5):  2012، 2014، 2018، 2018، 2022
- كأس العرب تحت 17 سنة :
  -  البطل (1): 2012

## مواضيع ذات صلة
- الجامعة التونسية لكرة القدم
- منتخب تونس لكرة القدم
- منتخب تونس لكرة القدم للمحليين
- منتخب تونس الأولمبي لكرة القدم
- منتخب تونس تحت 20 سنة لكرة القدم
- منتخب تونس تحت 17 سنة لكرة القدم
- منتخب تونس تحت 15 سنة لكرة القدم
- مشاركات تونس في كأس العالم
- مشاركات تونس في كأس الأمم الافريقية
- مشاركات تونس في بطولة أمم أفريقيا للمحليين